# Бык на крыше (балет)
«Бык на крыше» (фр. Le Bœuf sur le toit) Op. 58 — одноактный балет-пантомима французского композитора Дариюса Мийо с элементами эксцентрики и фарса, написанный в 1919 году. Премьера балета прошла 21 февраля 1920 года в парижском Театре Елисейских Полей в постановке Жана Кокто, с участием троих знаменитых цирковых комиков братьев Фрателлини. Дирижёр Владимир Гольшман, декорации Рауля Дюфи. Балет и основанная на нём сюита является одним из самых популярных и репертуарных произведений композитора.

## История создания и постановки
Музыка балета основана на латиноамериканских мелодиях и ритмах, которые привлекли внимание композитора во время его пребывания в Бразилии в качестве личного секретаря Поля Клоделя, посла Франции в Бразилии в 1916—1918 годах.

Жан Кокто представляет Эрику Сати молодых композиторов группы «Шести» (карикатура). Жан Оберлей, 1921

В начале 1919 года Мийо вернулся в Париж, где общительный и жизнерадостный композитор был сразу же вовлечён в художественную жизнь. Он стал членом музыкального объединения «Шестёрка», возникшего под влиянием эстетики Эрика Сати и Жана Кокто, и начал активную композиторскую деятельность. По словам композитора: «Благодаря созданию группы „Шести“ наши дружеские связи усилились». Во многом их объединяли общие и зачастую эклетичные увлечения кино, цирком, эксцентрикой, мюзик-холлом, джазом, искусством Африки, привлекали конструктивистские эксперименты и современная живопись. Главным идеологом, автором манифеста и популяризатором идей группы «Шести» был Жан Кокто, по словам музыковеда Г. М. Шнеерсона, «объявивший своего рода крестовый поход за новое искусство». Кокто выступал увлечённым поборником «ясности и простоты в музыке, освобожденной от излишеств и усложнённостей импрессионизма, ратуя за современность сюжетов, „повседневность“ художественных приёмов…».
В этот период, как вспоминал композитор в своей книге «Моя счастливая жизнь»: «Всё ещё находясь под впечатлением Бразилии, я сочинил, забавы ради, пьесу на танцевальные мелодии танго, матчишей, самбо и португальских фадо, объединив их темой, как в форме рондо».
Первоначальный замысел композитора не включал в себя создание балета, так как он предполагал, что его музыка (Кинофантазия — Cinéma-fantaisie et destinée) может быть использована в каком-либо фильме Чарли Чаплина. Однако Жан Кокто убедил композитора создать балет на его сюжет и таким образом сочинил сценарий пантомимы-балета к уже готовой музыке. Кокто при содействии графа де Бомона сразу организовал продажу билетов на будущую премьеру в Театре на Елисейских полях.
Кокто, вспоминая про композитора и отмечая, что «Бразилия заразила его чудовищно буйным ростом тропических суккулентов, лихорадкой ночных празднеств, когда наркотическое возбуждение передается от одного к другому», но при этом Мийо оставался самобытным композитором с южным темпераментом и провансальской душой, писал:
Дариюса Мийо я узнал по его возвращении из Бразилии, где он был вместе с Клоделем. Он привёз оттуда самбу, которая в скором времени вошла в моду. Но когда он использовал её для сопровождения моей пантомимы „Бык на крыше“ (это название вычитал на какой-то бразильской вывеске Клодель), которую исполняли клоуны Фрателлини, эти ритмы были ещё неизвестны во Франции и чуть не вызвали скандал.

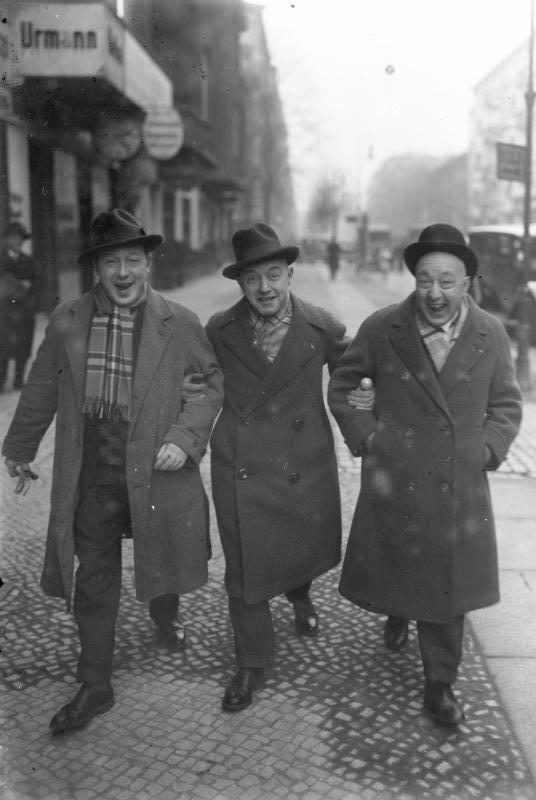
Братья Фрателлини в 1930 году.

По одной из версий, название балета заимствовано композитором из популярной в своё время уличной бразильской песенки. По инициативе Кокто на главные роли в балете были приглашены знаменитые клоуны-акробаты братья Фрателлини (Поль, Франсуа и Альбер), а также другие артисты цирка «Медрано».
Макеты костюмов и масок для балета создавал художник и декоратор Ги-Пьер Фоконне (1882—1920). Однако внезапно для всех он умер, и к этой работе был привлечён Рауль Дюфи, который сделал декорации, бережно сохранив эскизы своего предшественника.
Премьера балета прошла 21 февраля 1920 года в парижском Театре Елисейских Полей вместе с сочинениями Э. Сати, Ж. Орика и Ф. Пуленка.
Согласно воспоминаниям Мийо, общее представление группы и Сати критика и публика приняла за демонстрацию эстетики «Шестёрки»:
Весёлый спектакль, поставленный под эгидой Сати, прозванного в газетах „мистификатором“, символизировал для публики демонстрацию эстетики мюзик-холла и цирка, для критики же стал примером послевоенной музыки. Забыв, что я уже был автором Хоэфор, меня окрестили музыкантом ярмарки и балагана — меня, кто ненавидел балаганную музыку. Сочиняя «Быка на крыше», я просто хотел создать весёлый, без всяких претензий дивертисмент в память об очаровавших меня бразильских ритмах, которые, Бог мой! никогда меня не смешили...
В прессе музыкальная программа выступления представителей «Шестёрки» совместно с Эриком Сати и их эстетика были названы «новой школой» и, ссылаясь на якобы руководящую роль «мистификатора» Сати, критики иронично окрестили молодых композиторов «манифестантами мюзик-холльной цирковой эстетики».

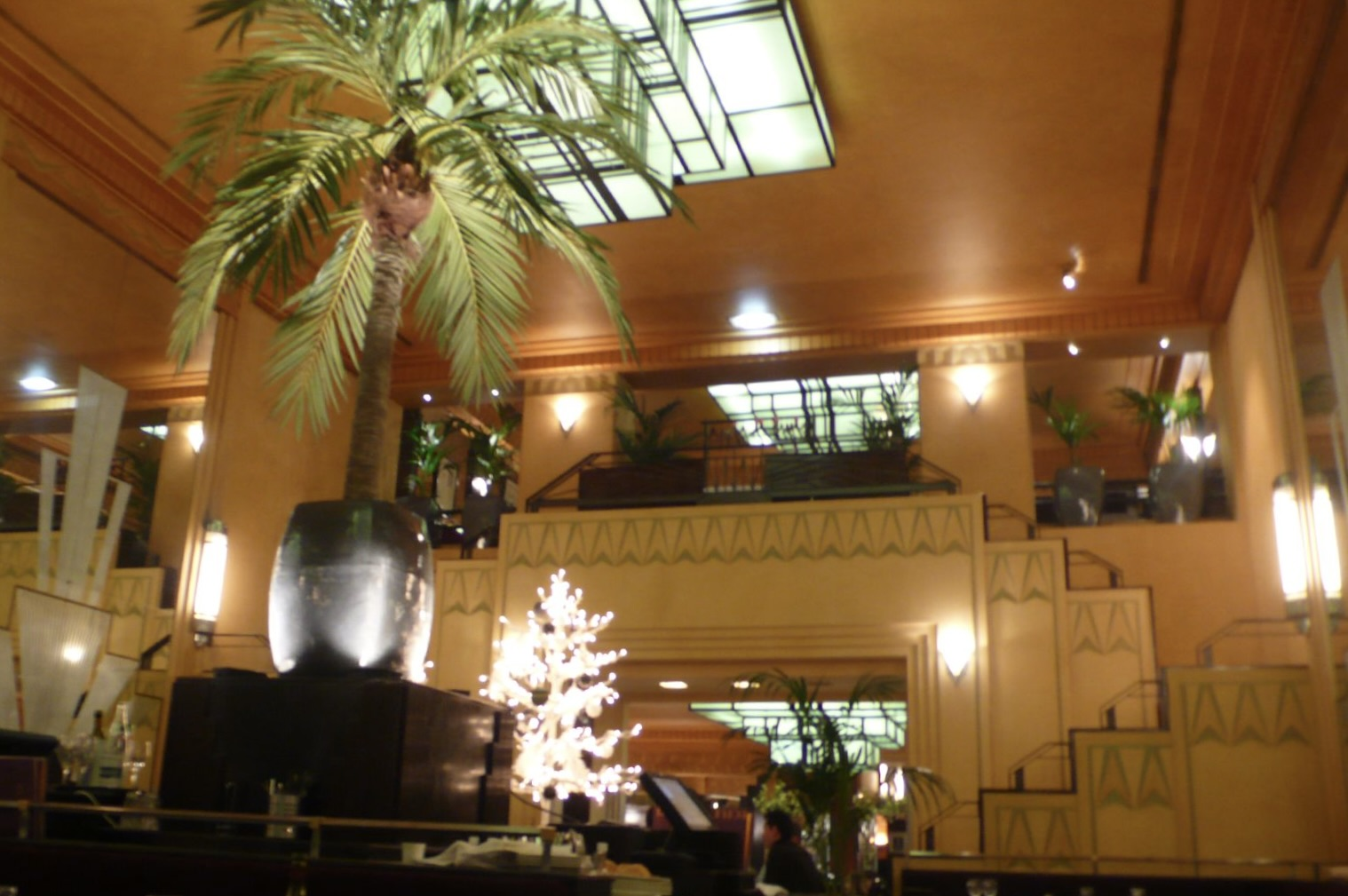
Интерьер современного кафе «Бык на крыше» (2007)

Балет дал своё название известному парижскому кабаре «Бык на крыше» (фр. Le Bœuf sur le toit), открытому Луи Мойзесом в январе 1922 года и действующему до сих пор по другому адресу, где собирались творческие круги и артистическая богема. По словам Кокто, идея собираться там вместе принадлежала именно Мийо, который однажды сказал ему: «Литературные кафе вышли из моды. Давайте будем собираться в баре». После чего этот бар превратился в «штаб» композиторов, писателей и художников, близких к Кокто и его друзьям: «Сам хозяин, Мойзес, просил, чтобы я позволил ему перенести на вывеску название моей пантомимы».

## Характеристика

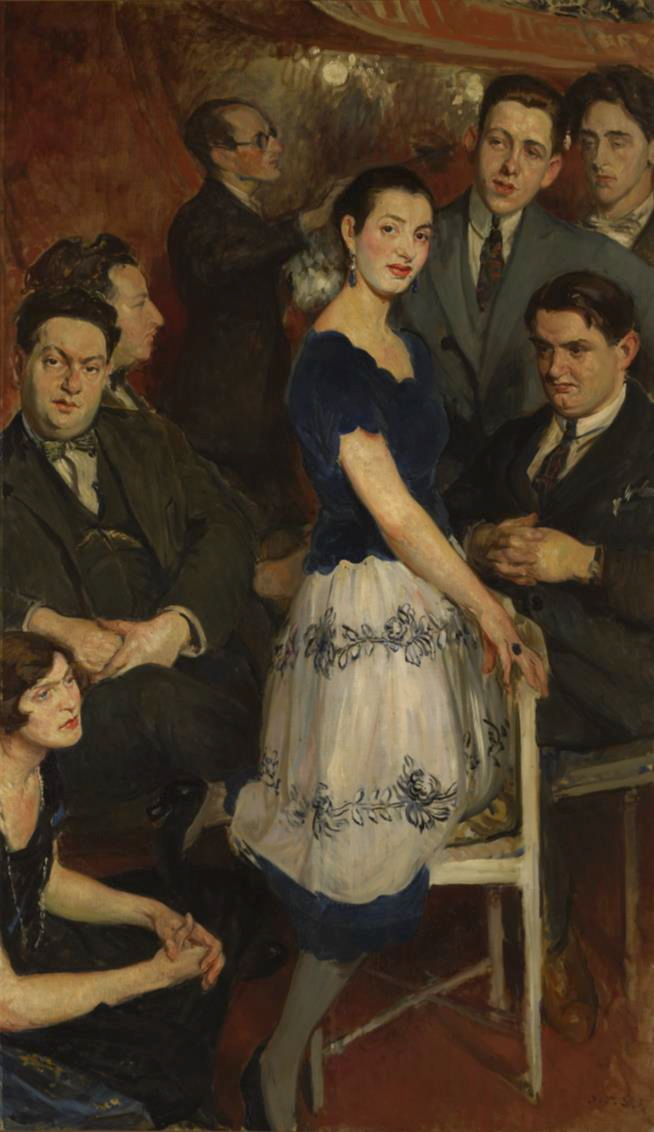
Картина Жака-Эмиля Бланша «Шестёрка» (1922). Музей изящных искусств (Руан)

Партитура, написанная для оркестра из 25 исполнителей, по своей форме представляет собой рондо, повторяющаяся тема которого создана Мийо в стиле бразильского быстрого синкопированного двудольного танца матчиш. Также между его проведениями (всего 15, в 12 различных тональностях) используются мелодии различных танцев и песен из бразильского карнавального репертуара. Мийо использовал в балете некоторые элементы джаза и около тридцати бразильских фольклорных и авторских мелодий (Marcelo Tupinambo, Ernesto Nazareth, F. Soriano Robert, Chiquincha Gonzaga, Juca Castro, Catulo da Paixro Cearense, Oswaldo Cardoso de Menezes, Alexandre Levy). Выбранная гармоническая схема не помешала Мийо свободно использовать излюбленную им политональность.
Одним из наиболее запоминающихся хореографический решений Кокто была постановка некоторых сцен в стиле замедленных кадров кино: «Всё это придало зрелищу нереальный, словно сновидение, характер». На актёров, которые двигались как куклы, были надеты огромные маски из папье-маше, делавшие их руки и ноги почти незаметными.
В критике и музыковедении отмечается, что концепция балета-пантомимы была задумана и осуществлена под воздействием киноэстетики. Взаимодействие кино и балета проявилось и в других хореографических спектаклях композиторов группы «Шести». Особенно Мийо и Кокто привлекал кинематографический образ Чаплина, начавшего свою карьеру с мюзик-холла, который в своём кинообразе сочетал пантомиму, клоунаду, акробатику, эквилибристику, жонглирование (позже музыку), что находит отражение не только в «Быке на крыше», но и в балетах «Сотворение мира» Мийо, а также в совместном сочинении «Новобрачные на Эйфелевой башне» композиторов «Шестёрки».

## Сюжет
Действие балета разворачивается в одном из американских нелегальных баров в период действия «сухого закона». Персонажами балета являются Бармен, Полицейский и посетители бара: Боксёр, Негр-карлик, Элегантная женщина, Рыжеволосая женщина, одетая в мужской костюм, Букмекер, Господин во фраке.

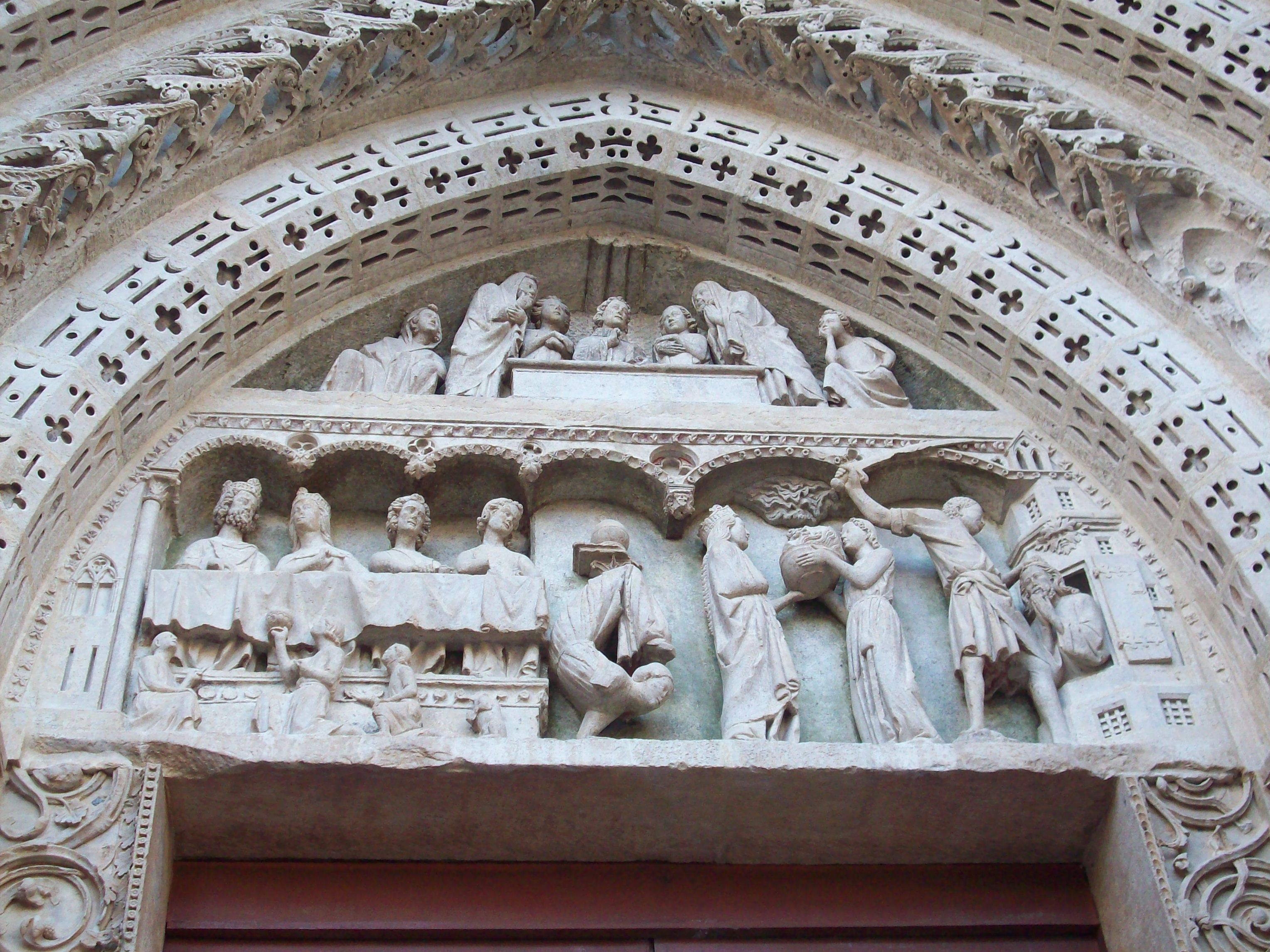
Тимпан портала Иоанна Крестителя Руанского собора. Саломея (в центре) танцует на руках, держа голову Святого в своих ногах

Бармен предлагает алкоголь всем посетителям, которые танцуют, развлекаются, пьют алкогольные напитки и коктейли, после нескольких эксцентрических танцев и трюков в баре появляется Полицейский. Бармен и его клиенты прячут всё, что связано с алкоголем, а увеселительное заведение превращается в кафе-молочное. Бармен выставляет табличку «Никакого алкоголя. Только молоко» и наливает всем по стакану молока. Посетители бара, потягивая молоко, изображают из себя трезвых и разыгрывают сценку в «пасторальном» духе. Полицейский садится за барную стойку, после чего Бармен нажимает на скрытую кнопку, включая огромный вентилятор под потолком, который своим винтом срезает голову Полицейскому. Рыжеволосая женщина в образе Саломеи танцует на руках с этой головой, держа её ногами. Постепенно посетители покидают бар. Бармен берёт голову и пришивает её обратно Полицейскому на плечи, после чего тот оживает. Бармен выставляет ему счёт за весь вечер.

## Оркестр
Оригинальная партитура насчитывает 25 музыкальных инструментов: 2 флейты, 1 гобой, 2 кларнета, 1 фагот, 2 валторны, 2 трубы, 1 тромбон, струнные (скрипки, альты, виолончели, контрабасы), ударные (гуиро, бубен, большой барабан, тарелки). Балет получил большую популярность как оркестровая пьеса, а также Мийо создал переложения для скрипки и фортепиано, для скрипки и оркестра и для фортепиано в 4 руки.